# كاميل رازات
كاميل رازات (بالإنجليزية: Camille Razat)‏ هي ممثلة وعارضة فرنسية ولدت في 1 مارس 1994.

## وصلات خارجية
- كاميل رازات على موقع IMDb (الإنجليزية)
- كاميل رازات على موقع ألو سيني (الفرنسية)
- كاميل رازات على موقع قاعدة بيانات الفيلم (الإنجليزية)
- كاميل رازات على موقع كينوبويسك (الروسية)